# Eublemma goniogramma
Eublemma goniogramma là một loài bướm đêm trong họ Erebidae.